# Costanana santana
Costanana santana är en insektsart som beskrevs av Delong och Wolda 1983. Costanana santana ingår i släktet Costanana och familjen dvärgstritar. Inga underarter finns listade i Catalogue of Life.